# Nightshift (album)
Pour les articles homonymes, voir Nightshift.
Albums de Commodores
Commodores 13
(1983) United
(1986)
Nightshift est un album du groupe de soul américain Commodores sorti le 15 janvier 1985 sur le label Motown.

## Historique
La chanson Nightshift obtient en 1986 un Grammy Award.

## Liste des titres
| 1. | Animal Instinct | Martin Page                                                    | 4:54 |
| 2. | Nightshift      | - Dennis Lambert - Franne Golde - Walter Orange                | 5:03 |
| 3. | I Keep Running  | - Harold Hudson - Shirley King - William King                  | 4:11 |
| 4. | Lay Back        | - Dennis Lambert - Franne Golde - Martin Page - Milan Williams | 5:01 |

| 5. | Slip of the Tongue     | - Lenny Macaluso - Peter Beckett           | 3:53 |
| 6. | Play This Record Twice | - Kevin Smith - Ronald LaPread             | 4:22 |
| 7. | Janet                  | - Bobby Caldwell - Franne Golde - Paul Fox | 3:41 |
| 8. | Woman in My Life       | - Keith Stegall - Patrick Henderson        | 3:34 |
| 9. | Lighting Up the Night  | - Diane Warren - Jeff Lorber               | 4:02 |